# 허기열
허기열(許基烈, 1907년 4월 17일 ~ ?)은 일제강점기에 만주 지역에서 공작원으로 활동했다. 다른 이름으로 허철신이 있다.

## 생애
본적지는 함경북도 길주군이다. 1934년에 관동군 헌병대의 특무조직인 간도협조회에 가입할 때까지의 행적은 알 수 없다. 허기열은 김송렬 휘하의 간도협조회 회원으로서, 일반 주민과 항일 세력의 이간을 위한 순회 선전 강연 개최와 전단 살포 등 선전 활동에 종사했다.
이듬해인 1935년에 간도협조회 제1회 전체회의에서 ‘공비소멸 공작’에 공이 크다며 표창과 상금을 받아 능력을 인정받았다. 항일운동가를 체포·고문하거나 동북인민혁명군의 지휘관 주진을 체포하여 민생단으로 엮는 등 항일 세력 파괴에 일조했기 때문이다. 이후 간도협조회 본부특별공작대의 공작원 자격으로 왕칭 현에 파견되어 항일 부대와 직접 교전을 벌이고 무기를 노획하기도 했다.
1936년에는 둔화특별공작대 공작원 자격으로 이경빈의 지휘를 받아 둔화 지역에서 공작을 벌였다. 간도협조회의 밀정을 살해한 항일 의용군 조직원 5명을 체포해 헌병대로 넘기는 등 연일 공을 세웠다. 제3분반 권총대 반장으로는 강현묵 등 공작원 4명을 통솔하였으며, 간도협조회가 해체되기 직전까지 본부제1특별공작대 대원 등을 지냈다.
1936년에 간도협조회는 만주국협화회 산하로 합병되어 허기열도 협화회에 합류했다. 당시 항일 세력은 일제에 쫓겨 북만주 지역으로 이동해 갔는데, 이런 현황을 반영하여 만주국협화회는 삼강성특별공작부를 설치해 싼장 성 지역에 파견했다. 허기열은 만주국협화회 삼강성특별공작부의 공작원이 되어 북만주에서 항일 세력 파괴에 가담했다. 광복 이후인 1948년 중국 무단장(牧丹江, 목단강)에서 노동개조형을 선고받았으며, 그 뒤의 행적은 남아 있지 않다.
2007년 대한민국 친일반민족행위진상규명위원회가 발표한 친일반민족행위 195인 명단에 포함되었으며, 2008년 민족문제연구소가 정리한 친일인명사전 수록예정자 명단에도 들어 있다.

## 같이 보기
- 간도협조회
- 만주국협화회

## 참고자료
- 친일반민족행위진상규명위원회 (2007년 12월). 〈허기열〉 (PDF). 《2007년도 조사보고서 II - 친일반민족행위결정이유서》. 서울. 2325~2335쪽쪽. 발간등록번호 11-1560010-0000002-10. [깨진 링크(과거 내용 찾기)]